# Blackburn Buccaneer
A Blackburn Buccaneer (beceneve Banana Jet) egy brit támadó repülőgéptípus volt, melyet az 1950-es években fejlesztettek ki elsősorban a Brit Királyi Haditengerészet számára. Üzemeltetői körében igen elismert típussá vált az idők folyamán. A folyamatos továbbfejlesztéseknek köszönhetően hosszabb életű lett, mint tervezői gondolták, a Brit Királyi Légierő utoljára még az 1991-es Öbölháborúban is bevetette csapásmérőként, valamint kiegészítő eszközül szolgáltak a brit Tornado-k számára, 1979-től alkalmazott AN/AVQ–23E célmegjelölő konténereikkel (modernizált Pave Spike).

## Üzemeltetők

### Dél-afrikai Köztársaság
Dél-Afrikai Légierő
- Egy századnyi gépet állított szolgálatba, melyek a No. 24 Squadron állományába kerültek.

### Egyesült Királyság
Brit Királyi Légierő
- No. 12 Squadron RAF
- No. 15 Squadron RAF
- No. 16 Squadron RAF
- No. 208 Squadron RAF
- No. 216 Squadron RAF
- No. 237 Operational Conversion Unit, RAF
- Brit Királyi Haditengerészet (Fleet Air Arm)
- 700Z Naval Air Squadron (Intensive Flying Trials Unit - kiképző alakulat)
- 700B Naval Air Squadron
- 736 Naval Air Squadron
- 800 Naval Air Squadron
- 801 Naval Air Squadron
- 803 Naval Air Squadron
- 809 Naval Air Squadron